# Symydobius minutus
Symydobius minutus är en insektsart som beskrevs av Quednau och Shaposhnikov 1988. Symydobius minutus ingår i släktet Symydobius och familjen långrörsbladlöss. Inga underarter finns listade i Catalogue of Life.